# Psyllobetina perkinsi
Psyllobetina perkinsi là một loài Trichoptera trong họ Hydrobiosidae. Chúng phân bố ở miền Australasia.